# Daltro Menezes
Daltro Menezes (ur. 18 stycznia 1938 w Porto Alegre, zm. 18 sierpnia 1994 tamże) – brazylijski trener piłkarski.

## Kariera trenerska
Trenował kluby SC Internacional, Guarani FC, Nacional-SP, EC Juventude, Santos FC, Caxias, Glória de Vacaria-RS, Vitória, Coritiba i Sport.
Zmarł 18 sierpnia 1994 roku w wieku 56 lat.